# 陈思诚
陳思誠（1978年2月22日—），原名陳思成，遼寧瀋陽人，中國電影導演、編劇、演員、歌手。毕业于中央戏剧学院。2006年，因出演电视剧《士兵突击》而成名。凭借电影《守望者：罪恶迷途》中周栋一角获第三届英国万像国际华语电影节“优秀男配角奖”。2012年，凭借其自编自导自演的电视剧《北京爱情故事》获得MSN新锐导演奖。2015年，凭借其自编自导的电影《唐人街探案》获得第23届北京大学生电影节最佳编剧。2018年10月，获颁首届“初心榜中国十大青年电视剧编剧”奖项。2021年，监制的犯罪电影《误杀2》上映。

## 演藝生涯
出生于辽宁沈阳，从小是学校的文艺骨干，初中时曾在沈阳市的中学生卡拉OK比赛获奖，亦曾担任辽宁电视台《学生时代》的主持人。16岁时考入上海谢晋恒通明星学校。1996年，考入上海戲劇學院，但因打架而被學校開除。1999年，以專業課第一名考入中央戲劇學院表演系。2001年，参加华纳唱片举行的“闪亮之星大学生歌手选拔赛”，获得北京赛区冠军，成为华纳唱片旗下新人。同年，担任电影《法官妈妈》男主角，正式进入影视圈。2006年以电视剧《士兵突击》“成才”一角被大众熟知，2007年，约满转投华谊兄弟。
2009年，出演娄烨导演的电影《春风沉醉的夜晚》。2010年，自编自导自演电视剧 《北京愛情故事》，大获成功，2014年，开拍同名电影版《北京爱情故事》，票房超过4亿人民币。此后，其将演艺重心由幕前转至幕后，2015年起，执导卖座悬疑喜剧电影《唐人街探案》系列，成為中國影史首位票房突破100億元的導演，其参与监制的犯罪片《误杀》系列、《消失的她》也在中国大陆收获颇高票房。截至2025年2月，由陈思诚执导的电影作品累计票房超152.27亿人民币，成为中国影史票房最高的导演，但在6天后其记录被执导《哪吒》系列的饺子所打破。

## 主要作品

### 電影
注：「电视电影」所標示之日期為CCTV-6首播年份
| 年份   | 片名                     | 角色   | 備註                                                   |
| ------ | ------------------------ | ------ | ------------------------------------------------------ |
| 2001年 | 《法官媽媽》             | 張帥   |                                                        |
| 2005年 | 《桃花燦爛》             | 亦文   |                                                        |
| 2005年 | 《花山情》               | 李樂   | 电视电影                                               |
| 2008年 | 《霓虹燈下新哨兵》       | 林虻虻 |                                                        |
| 2009年 | 《春風沉醉的夜晚》       | 羅海濤 |                                                        |
| 2010年 | 《七小羅漢》             | 九紋龍 |                                                        |
| 2011年 | 《守望者：罪惡迷途》     | 周棟   |                                                        |
| 2013年 | 《快樂到家》             | 律師   | 客串                                                   |
| 2013年 | 《全民目擊》             | 导播   | 客串                                                   |
| 2013年 | 《一路顺疯》             | 章开   |                                                        |
| 2013年 | 《逃出生天》             | 李健樂 |                                                        |
| 2013年 | 《制服》                 | 陈岸生 |                                                        |
| 2014年 | 《北京愛情故事》         | 陳 鋒  | 自編自導自演                                           |
| 2015年 | 《煎餅俠》               | 他自己 | 客串                                                   |
| 2015年 | 《唐人街探案》           | 不適用 | 自導與程佳客、刘凯、白鹤聯合編劇                       |
| 2018年 | 《唐人街探案2》          | 不適用 | 自編自導                                               |
| 2018年 | 《约会大师之爱在响螺湾》 | 雷仁   | 2012年拍攝                                             |
| 2019年 | 《誤殺》                 | 不適用 | 担任监制                                               |
| 2020年 | 《我和我的家乡》         | 不適用 | 多位导演联合执导                                       |
| 2021年 | 《唐人街探案3》          | 不適用 | 自導，與张淳、刘吾驷、莲舟、严以宁、徐子豪聯合編劇     |
| 2021年 | 《誤殺2》                | 不適用 | 担任监制                                               |
| 2022年 | 《外太空的莫扎特》       | 不適用 | 自導，與陈思宇、范凯华、全丽璇、唐红汉、杨木子聯合編劇 |
| 2023年 | 《消失的她》             | 不適用 | 担任监制，與顾舒怡聯合編劇                             |
| 2023年 | 《三大队》               | 不適用 | 担任监制                                               |
| 2024年 | 《解密》                 | 不適用 | 自導，與克里斯托弗·麦克布莱德聯合編劇                  |
| 2024年 | 《誤殺3》                | 不適用 | 担任监制，與武皮皮、李鹏、胡小楠聯合編劇               |
| 2025年 | 《唐探1900》             | 不適用 | 自編，担任监制，與戴墨聯合導演                         |
| 2025年 | 《恶意》                 | 不適用 | 担任监制 ，與张臻、李翔星聯合編劇                      |
| 待上映 | 《10间敢死队》           | 不適用 | 自編，担任监制                                         |

### 電視劇
| 首播年份 | 劇名                   | 角色   | 備註                                  |
| -------- | ---------------------- | ------ | ------------------------------------- |
| 2002年   | 《武聖關公出解梁》     | 關羽   |                                       |
| 2003年   | 《紅與黑2000》         | 傑     | 創作並演唱主題曲《紅與黑》            |
| 2003年   | 《海灘》               | 小偉   | 創作並演唱插曲《年輕無極限》          |
| 2003年   | 《熱血忠魂之獨行侍衛》 | 萬曆帝 |                                       |
| 2004年   | 《暗戰》               | 骆小虎 |                                       |
| 2005年   | 《民工》               | 鞠雙元 |                                       |
| 2006年   | 《石破天驚》           | 齊東平 |                                       |
| 2006年   | 《士兵突擊》           | 成才   |                                       |
| 2007年   | 《飲食男女》           | 小周   |                                       |
| 2007年   | 《愛是一顆幸福的子彈》 | 雷志明 |                                       |
| 2007年   | 《紅旗渠的兒女們》     | 金桂生 |                                       |
| 2007年   | 《王昭君》             | 王盾   |                                       |
| 2008年   | 《牽動我心》           | 蘇昭   |                                       |
| 2008年   | 《狹路相逢》           | 黃濤   | 創作並演唱片尾曲《無限》              |
| 2009年   | 《五十玫瑰》           | 曹曉寧 | 客串                                  |
| 2009年   | 《我的團長我的團》     | 米齊   | 客串                                  |
| 2010年   | 《大丫鬟》             | 蕭清羽 | 創作並演唱主題曲《塵緣》              |
| 2010年   | 《新一剪梅》           | 梁永昌 | 創作並演唱片尾曲《寂寞歌》            |
| 2010年   | 《命運》               | 馮寧   |                                       |
| 2010年   | 《特戰先鋒》           | 趙先生 |                                       |
| 2011年   | 《橄欖樹》             | 馮國棟 |                                       |
| 2012年   | 《北京愛情故事》       | 程峰   | 自編自導自演、2011年獲得MSN新銳導演獎 |
| 2012年   | 《我的非常閨蜜》       |        | 客串                                  |
| 2013年   | 《寶貝計劃》           | 李小栋 |                                       |
| 2013年   | 《巾幗大將軍》         | 楊俊   |                                       |
| 2014年   | 《戰神》               | 龍大谷 |                                       |
| 2015年   | 《大貓兒追愛記》       | 林莽莽 |                                       |
| 2015年   | 《廢柴兄弟3》          | 他自己 | 客串， 第11、12集出現，網絡劇         |
| 2017年   | 《女主播風雲》         | 明星   | 客串，2012年拍攝                      |
| 2017年   | 《碧海雄心》           | 陳一諾 |                                       |
| 2018年   | 《遠大前程》           | 洪三元 | 担任监制和总编剧                      |
| 2020年   | 《唐人街探案》         | 不適用 | 担任监制和總编剧，網絡劇              |
| 2024年   | 《唐人街探案2》        | 不適用 | 担任监制和總编剧，網絡劇              |

### 綜藝節目
- 2015，湖南衛視《全员加速中》第一季 (加速队员)
- 2016，北京卫视《跨界歌王》第一季 (助唱嘉宾)

## 音樂作品
- 2001年簽約華納唱片
- 第一首單曲《讓年輕更閃亮》成為2002年「統一冰紅茶」廣告歌(由同門師哥汪峰為他量身定做，迅速進入中國各大流行榜前10的位置)
- 創作詞曲並演唱《紅與黑2000》主題歌《紅與黑》
- 創作詞曲並演唱《海灘》插曲《年輕無極限》
- 創作詞曲並演唱電視劇《第一次親密接觸》片尾曲《太幸福》
- 創作詞曲並演唱電視劇《末路天堂》片尾曲《雨》
- 創作詞曲並演唱電視劇《狹路相逢》的片尾曲《無限》
- 創作詞曲並演唱《大丫鬟》主題曲《塵緣》
- 創作曲並演唱《新一剪梅》片尾曲《寂寞歌》
- 創作詞曲並演唱《這個冬天來看你》、《歲月的風鈴》、《老婆》、《無限》、《白蛇》、《我愛你》、《望海》、《煙花》、《愛傳遞》

## 感情生活
- 2008年拍攝電視劇《命運》，陳思成與曹曦文因戲結緣生情[18]。2009年7月激吻被拍[19]，戀情因而曝光，陳思成大方承認戀情，對感情向來敢作敢為，坦蕩不遮掩。2010年7月曹曦文在博客貼出同遊日本的親密照，將戀情公告天下。隨後而來的刪博與陳思成怒斥經紀公司事件[20]，真性情無疑讓陳思成和曹曦文成為演藝圈最坦白情侶。但2011年2月曹曦文在節目上被曝分手，談及舊情感慨落淚，證實昔日情侶早已分道揚鑣[21]。同年4月陳思成接受訪問也首度坦承兩人早已分手[22]。
- 妻子為新疆锡伯族女演員佟麗婭，兩人因《北京愛情故事》相識相戀，于2014年1月16日於大溪地舉行婚禮[23]。
- 2017年1月9日，网络爆料人卓伟爆出当事人陈思诚出轨证据，在酒店约两女过夜。然而，至今当事人尚未作出正式回应[24]。
- 2021年5月20日，陈思成和佟麗婭在微博宣布离婚。[25]然而两人离婚的消息公布后不久，新浪微博将相关话题从热搜榜撤下，疑似配合官方实行离婚冷静期降低离婚率的主旋律，而作出审查。不满网友随后将词条“撤热搜”推上热搜榜，同样遭到微博审查[26]。

## 獲獎與榮譽
- 2000年參加「興網首屆全國高校原創歌曲大賽」演唱原創歌曲《歲月的風鈴》，獲得十佳大學生歌手獎
- 2001年參加「統一冰紅茶閃亮之星全國大學生歌手選拔賽」演唱原創歌曲《歲月的風鈴》，得到北京賽區冠軍，獲得「2001統一閃亮之星」稱號
- 2001年憑《法官媽媽》獲第十一屆百花獎最佳男演員獎提名
- 2002年憑《法官媽媽》獲第八屆電影「華表獎」最佳新人獎提名
- 2002年憑《法官媽媽》獲第九屆大學電影節最佳新人獎提名
- 2003年第二十五屆百花獎最佳計T.演員獎提名
- 2003年第八屆電影“華表獎”最佳新人獎提名
- 2003年第九屆大學電影顯示細最佳新人獎提名
- 2008年金鷹獎最佳男主角提名
- 2010年第15屆新加坡亞洲電視大獎最佳男主角提名
- 2010年獲得風尚權力榜風尚飛躍之星
- 2011年憑《北京愛情故事》獲得MSN新銳導演獎
- 2011年獲得樂視年度最期待導演獎
- 2011年憑電影《守望者：罪惡迷途》獲得英國萬像國際電影節優秀男配角獎
- 2012年獲得娛樂大典年度電視劇飛躍大獎
- 2012年獲得第二屆樂視影視盛典電視劇最佳原創瀏覽編劇
- 2012年獲得第二屆樂視影視盛典電視劇最受歡迎導演
- 2012年國劇盛典獲2012年度媒體特別推薦導演

## 外部連結
- 陈思诚的新浪博客
- 陈思诚的新浪微博